# سوتلانا سوتلیچنایا
سوتلانا آفاناسیفنا سوتلیچنایا (روسی: Светлана Афанасьевна Светличная؛ ۱۵ مهٔ ۱۹۴۰ – ۱۶ نوامبر ۲۰۲۴) بازیگر اهل روسیه بود. وی از سال ۱۹۶۰ میلادی تا پایان عمر مشغول فعالیت بوده‌است.
از فیلم‌ها یا برنامه‌های تلویزیونی‌ای که وی در آنها نقش داشته‌است، می‌توان به آنا پاولوا اشاره کرد.